# هری پاتر و روش عقلانیت

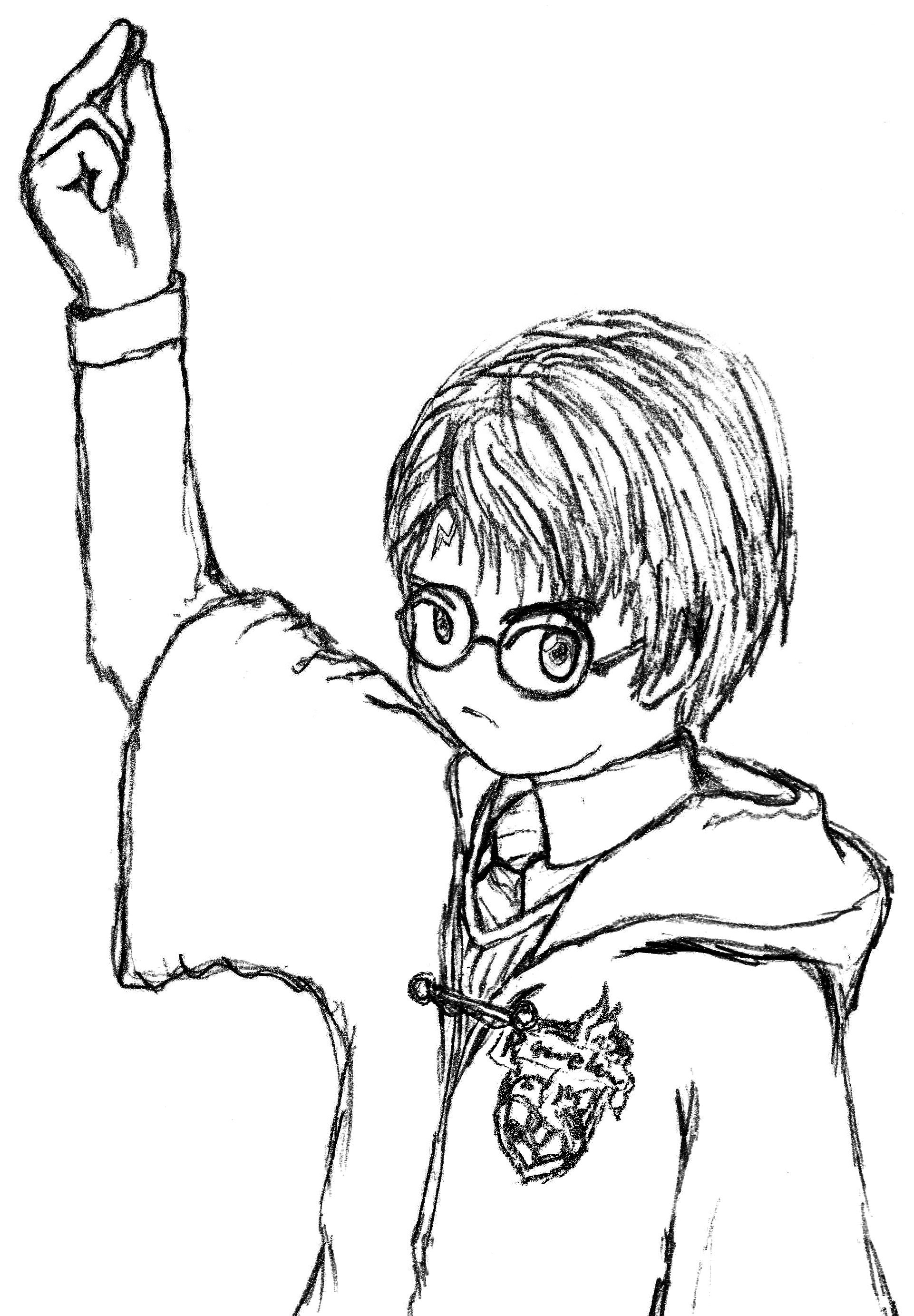
هری پاتر

هری پاتر و روش عقلانیت (انگلیسی: Harry Potter and the Methods of Rationality) یک فن فیکشن در دنیای هری پاتر نوشته الیزر یودکوفسکی است که داستان هری پاتر را از طریق روش علمی بازگو می‌کند. این داستان به صورت سریال ادبی از ۲۸ فوریه ۲۰۱۰ تا ۱۴ مارس ۲۰۱۵ منتشر شد.